# Los pitufos y el Cracucas
Los pitufos y el Cracucas, también traducido al castellano como Los pitufos y el Ketekasko y Los pitufos y el Cracoucas y en el francés original Les Schtroumpfs et le Cracoucass, es el título de la decimocuarta historieta de Los Pitufos, con guion y dibujos de Peyo, y publicada en 1968.

## Trayectoria editorial
Se publicó por primera vez de forma serializada en el año 1968 en los números 1579 a 1598 de Le Journal de Spirou  y un año más tarde en formato álbum junto a El pitufo diferente.
En España, fue publicada por:
- Argos como álbum en 1969, con el título de Los pitufos y el Cracucas;
- Bruguera en los números 361-367 de Zipi y Zape (1980), en los números 59 a 63 de la "Pulgarcito" (1982) y como álbum, siempre con el título de Los pitufos y el Ketekasko;
- Junior, como álbum con el título de Los pitufos y el Cracoucas en 1984;
- Planeta-DeAgostini en álbum en 2007, con el mismo título que Bruguera.

## Argumento
El Gran Pitufo trata de crear un nuevo fertilizante, pero transforma una flor corriente en una planta carnívora. Dos pitufos ayudan al Gran Pitufo a destruirla, y luego él les manda enterrar la botella de fertilizante en el desierto. Como el desierto queda muy lejos, simplemente arrojan el fertilizante por un precipicio, pero cae una gota en el pico de un pajarillo, que se convierte en un inmenso y destructivo monstruo llamado el "Ketekasko" (o "Cracoucas").
El Ketekasco destruye la Aldea Pitufa y los pitufos huyen a un viejo torreón. Allí, el Pitufo Manitas sugiere arreglar una vieja ballesta para arrojarle piedras al Ketekasko, pero esa no es una solución permanente, así que esa noche el Gran Pitufo vuelve sigilosamente a la Aldea Pitufa para recuperar un explosivo de su laboratorio. Cuando Papá Pitufo vuelve con el explosivo, los pitufos disparan con la ballesta para desplumar al Ketekasko y el Gran Pitufo usa la toalla de un pitufo para vencerlo con técnicas de torero. Los pitufos se llevan un elixir de reducción del laboratorio de Gargamel y se lo dan a beber al Ketekasko para que se vuelva pequeño.
Algún tiempo después, los pitufos casi han terminado de reconstruir su aldea cuando el Ketekasko reaparece. Le han vuelto a salir plumas, pero con su pequeño tamaño ya no es una amenaza.